# 프로시니엄

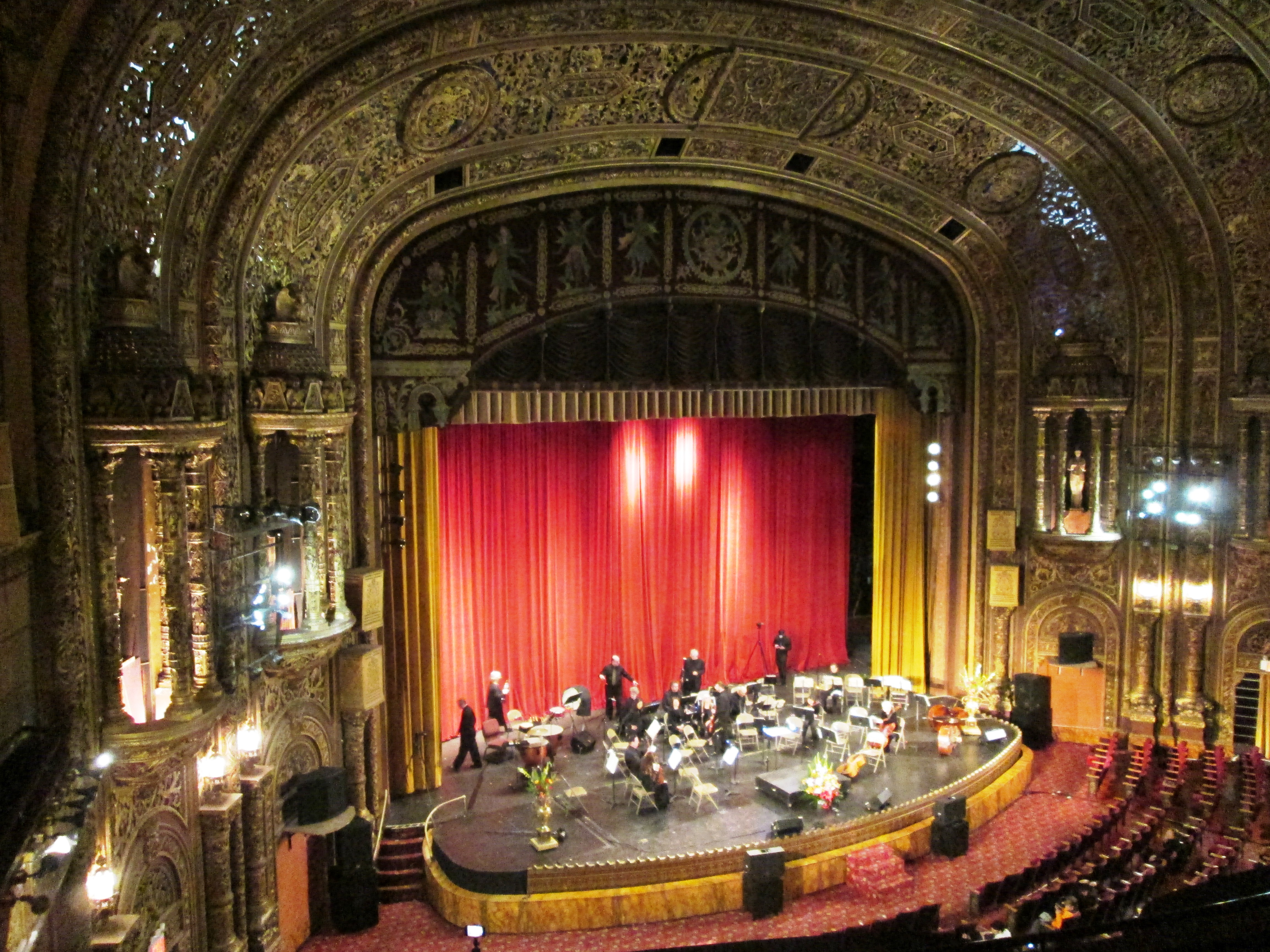
유나이티드 팰리스의 프로시니엄

프로시니엄(proscenium)은 객석에서 볼 때 원형이나 반원형으로 보이는 무대를 말한다. 액자처럼 보이기도 하기 때문에 액자무대(額子舞臺)라고도 한다.